# Stenauxa fasciata
Stenauxa fasciata là một loài bọ cánh cứng trong họ Cerambycidae.